# 黄光苗
黄光苗（1969年—），广东汕头人，汉族，中华人民共和国政治人物、第十至十二届全国政协香港委员。
担任中洲投资有限公司董事长。2008年，当选第十一届全国政协委员，代表特邀香港人士，分入第五十二组。

## 馬主生涯
黄光苗是香港賽馬會會員，自2002/2003馬季開始在港擁有名下馬匹，包括春風化雨、神州六號、神州之星、快樂小子、神舟十號、神舟小子、神舟寶駒、神舟駿星、神舟時代、神舟皓祥、神舟喜月、神舟彎月。